# Kistanje
Kistanje (Italiaans: Chistagne; Servisch: Кистање) is een gemeente in de Kroatische provincie Šibenik-Knin.
Kistanje telt 3,481  inwoners. De oppervlakte bedraagt 244,11 km², de bevolkingsdichtheid is 12,4 inwoners per km².

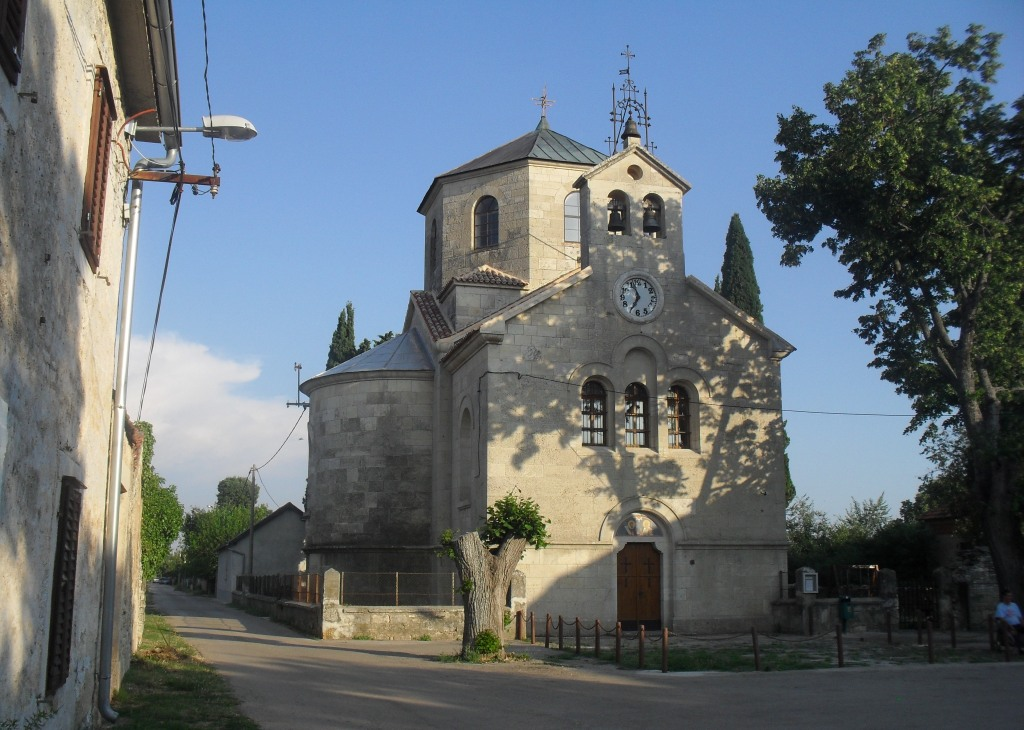
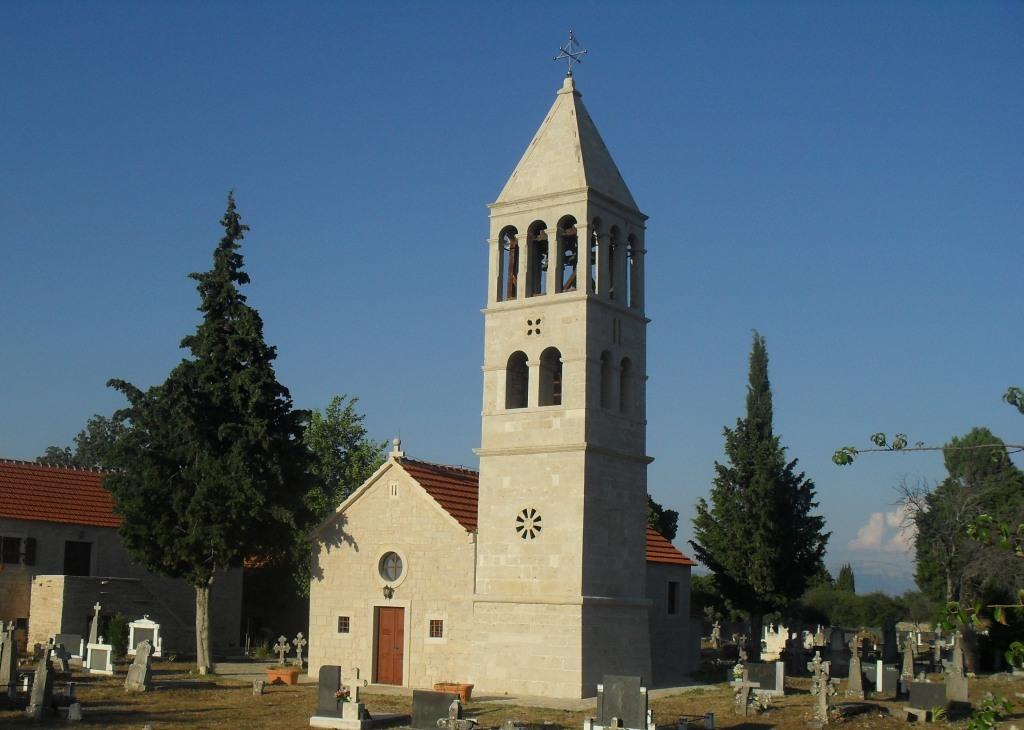

Steden (gradovi): Šibenik · Drniš · Knin · Skradin · Vodice

Gemeenten (općine): Bilice · Biskupija · Civljane · Ervenik · Kijevo · Kistanje · Murter-Kornati · Pirovac · Primošten · Promina · Rogoznica · Ružić · Tisno · Tribunj · Unešić